# Josef Losert
Josef Losert (4 de febrero de 1908-25 de octubre de 1993) fue un deportista austríaco que compitió en esgrima, especialista en la modalidad de florete. Ganó dos medallas en el Campeonato Mundial de Esgrima, plata en 1933 y bronce en 1937.

## Palmarés internacional
| Campeonato Mundial | Campeonato Mundial | Campeonato Mundial | Campeonato Mundial  |
| Año                | Lugar              | Medalla            | Prueba              |
| ------------------ | ------------------ | ------------------ | ------------------- |
| 1933               | Budapest (Hungría) | Medalla de plata   | Florete por equipos |
| 1937               | París (Francia)    | Medalla de bronce  | Florete por equipos |